# داوون، نیوجرسی
داوون (به انگلیسی: Downe Township) شهری در ایالت نیوجرسی کشور ایالات متحده آمریکا است که جمعیت آن در سرشماری سال ۲۰۱۰ میلادی، ۱٬۵۸۵ نفر بوده‌است.